# IOS 18
iOS 18 je osmnáctá a aktuální hlavní verze mobilního operačního systému iOS od společnosti Apple, určeného pro iPhone. Byla představena 10. června 2024 na vývojářské konferenci WWDC 2024. Veřejnosti byla zpřístupněna 16. září 2024 jako bezplatná softwarová aktualizace pro podporovaná zařízení s iOS. Jedná se o přímého nástupce systému iOS 17, přičemž oznámena byla současně s iPadOS 18, macOS Sequoia, watchOS 11, visionOS 2 a tvOS 18.
iOS 18 je poslední verzí systému iOS, která podporuje modely iPhone XS, iPhone XS Max a iPhone XR; jejich podpora byla ukončena s příchodem iOS 26 v roce 2025.

## Systémové funkce

### Apple Intelligence

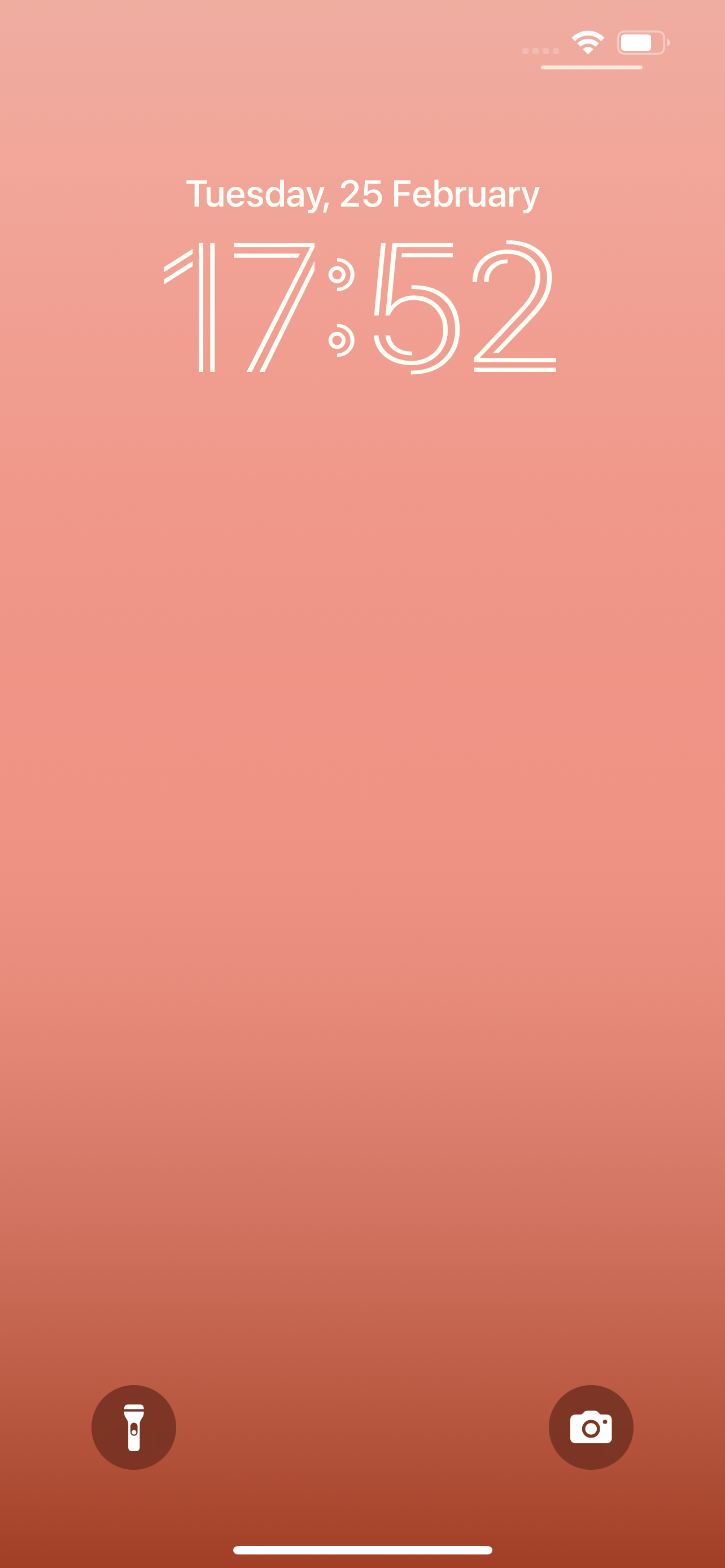
Uzamčená obrazovka v iOS 18 na iPhonu 14 Plus

Platforma Apple Intelligence je dostupná od verze iOS 18.1 pro modely iPhone 15 Pro, iPhone 15 Pro Max, iPhone 16 a iPhone 16 Pro. Integruje funkce umělé inteligence (AI) a jazykové modely do Siri a dalších částí systému, jako je aplikace Fotky nebo nástroje pro tvorbu obrázků.
Funkce Apple Intelligence budou zaváděny postupně v rámci budoucích aktualizací. Nebyly součástí původního vydání iPhonu 16.

### Kalkulačka
Aplikace Kalkulačka v iOS 18 přináší novou funkci Matematické poznámky, která umožňuje provádět výpočty na samostatných listech, řešit rovnice a vykreslovat grafy. Díky rozpoznávání rukopisu jsou výpočty vyhodnocovány automaticky a zobrazeny ve stejném stylu písma jako vstup. Redesignovaná kalkulačka je nyní sdílena s iPadOS, přičemž se poprvé oficiálně objevuje i na iPadu.

### Zprávy
iOS 18 přináší podporu RCS (Rich Communication Services) pro vybrané konverzace, včetně potvrzení o přečtení a kvalitnějšího sdílení multimédií napříč platformami. Stejně jako SMS jsou tyto zprávy označeny zelenými bublinami, aby byly odlišeny od modrých zpráv iMessage. Dostupnost RCS se liší podle operátora a kompatibility.
Apple v minulosti RCS odmítal. V roce 2022 byl generální ředitel Apple Tim Cook tázán, proč iPhone RCS nepodporuje, když jeho matka používá Android. Odpověděl: „Kupte mámě iPhone.“ Tato poznámka byla později citována v antimonopolní žalobě amerického ministerstva spravedlnosti proti Apple.
Ve verzi iOS 18.4 byla podpora RCS rozšířena na další operátory.
V iMessage lze nově přidávat animované efekty ke konkrétním písmenům, slovům nebo frázím. Lze také formátovat text pomocí tučného písma, kurzívy, podtržení a přeškrtnutí. Efekty a formátování lze kombinovat, ale nelze je aplikovat současně na stejnou část textu.

### Fotky
Aplikace Fotky prošla významným přepracováním. Nově jsou nahoře zobrazovány automaticky generované prezentace označované jako kolekce. Byla přidána podpora standardu ISO 21496-1 gain map pro HDR snímky, což umožňuje jejich kompatibilitu mezi platformami při zachování zpětné kompatibility s SDR.
Nový design však sklidil i kritiku – mnozí uživatelé jej považují za nepřehledný, což z něj činí jednu z nejkontroverznějších změn v iOS 18.

### Domovská obrazovka
V iOS 18 lze upravovat barvu ikon, jejich pozici i velikost. Poprvé je možné ikony umisťovat volně mimo předdefinovanou mřížku.

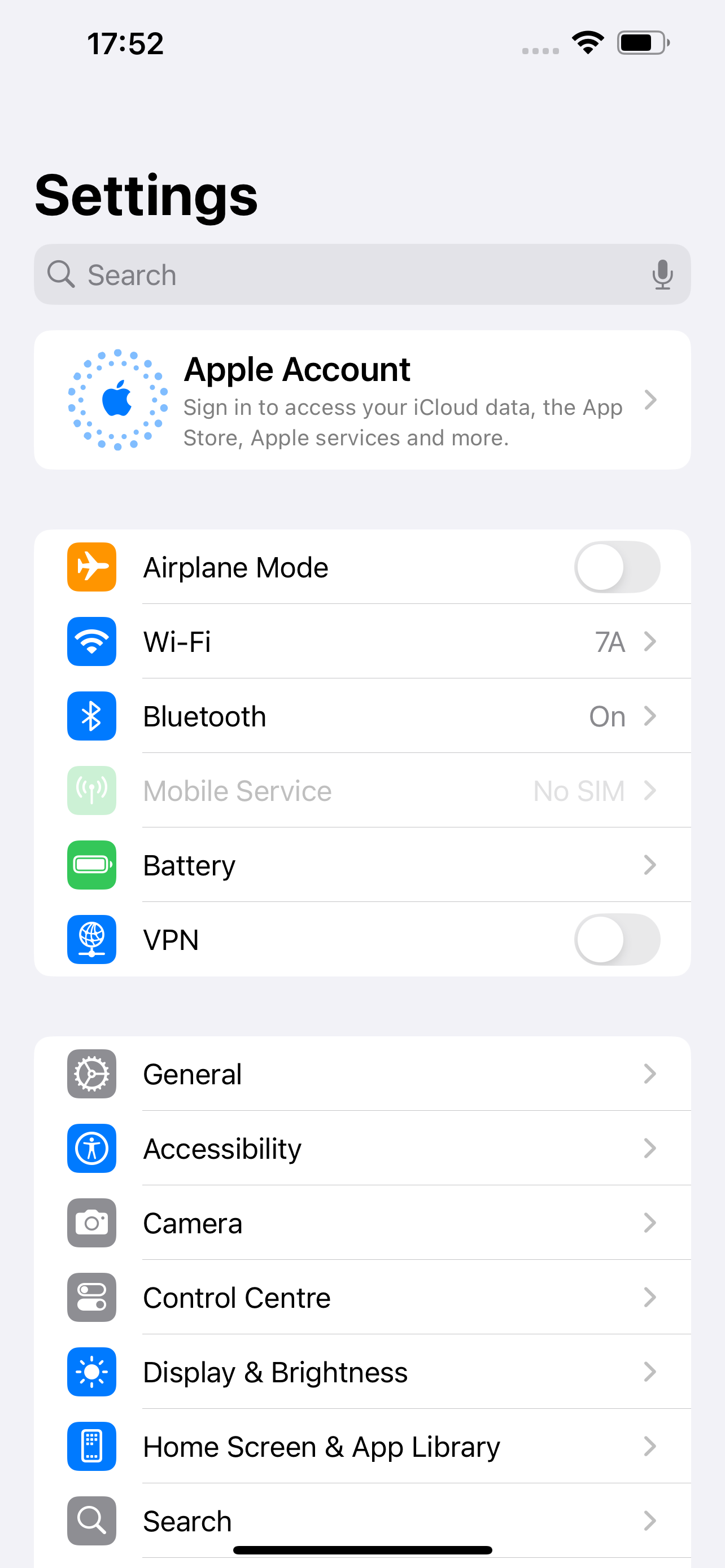
Nastavení iOS 18 na iPhonu 14 Plus

Přibyla možnost přepnout na tmavé verze ikon pro aplikace Apple a řadu aplikací třetích stran.
Nově lze zvětšovat nebo zmenšovat widgety i některé aplikace. Systémové ikony byly upraveny – některé získaly přechody, jiné o ně přišly.
Aplikace lze zamknout (vyžaduje Face ID nebo kód) nebo skrýt – ty se přesunou do složky „Skryté“ v Knihovně aplikací, která je rovněž chráněna. Skryté aplikace nejsou zobrazovány v jiných částech systému, např. v Siri či Nastavení.
Od iOS 18.1 lze domovskou obrazovku upravovat i přes funkci Zrcadlení iPhonu.

### Ovládací centrum
iOS 18 přináší přepracované Ovládací centrum s podporou více stránek, měnitelnými velikostmi ovládacích prvků a podporou pro ovládací prvky aplikací třetích stran.

### Hesla
Apple představil samostatnou aplikaci Hesla, která usnadňuje správu přihlašovacích údajů pro weby, aplikace, Wi-Fi i ověřovací kódy. Aplikace nahradila původní sekci v Nastavení, přičemž importuje všechna stávající data a navíc umožňuje ukládat hesla k Wi-Fi.

### recoveryOS
Na modelech iPhone 16 přibyla funkce recoveryOS, která umožňuje bezdrátové obnovení firmwaru z jiného iPhonu 16. IPhony s iOS 18 mohou obnovovat zařízení iPhone 16, ale bezdrátové obnovení funguje pouze mezi modely iPhone 16.

## Další novinky
- Od iOS 18.1 lze zobrazit stav baterie i u neoriginální baterie.
- Na OLED displejích se při stisku tlačítek objevuje mírná animace „vydutí“.
- Od iOS 18.2 lze sdílet odkaz pro sledování polohy AirTagů (např. s aerolinkou).[18][19]
- iOS 18.1 zavedl bezpečnostní funkci, která po 72 hodinách nečinnosti restartuje zařízení, aby ztížila jeho prolomení – potvrzeno vývojáři při analýze kódu.
- Od iOS 18.2 mohou vývojáři jako Truecaller přidat funkci živého identifikátoru volajícího a blokování spamu.
- iOS 18.5 přinesl tapetu Pride 2025.[20]

## Podporovaná zařízení
iOS 18 vyžaduje zařízení s čipem Apple A12 Bionic nebo novějším. Funkce Apple Intelligence jsou dostupné pouze na čipech A17 Pro a novějších.
| Model iPhonu            | Podpora iOS 18 | Podpora Apple Intelligence |
| ----------------------- | -------------- | -------------------------- |
| iPhone XS / XS Max      | Ano            | Ne                         |
| iPhone XR               | Ano            | Ne                         |
| iPhone 11               | Ano            | Ne                         |
| iPhone 11 Pro / Pro Max | Ano            | Ne                         |
| iPhone SE (2. generace) | Ano            | Ne                         |
| iPhone 12 / 12 mini     | Ano            | Ne                         |
| iPhone 12 Pro / Pro Max | Ano            | Ne                         |
| iPhone 13 / 13 mini     | Ano            | Ne                         |
| iPhone 13 Pro / Pro Max | Ano            | Ne                         |
| iPhone SE (3. generace) | Ano            | Ne                         |
| iPhone 14 / 14 Plus     | Ano            | Ne                         |
| iPhone 14 Pro / Pro Max | Ano            | Ne                         |
| iPhone 15 / 15 Plus     | Ano            | Ne                         |
| iPhone 15 Pro / Pro Max | Ano            | Ano                        |
| iPhone 16 / 16 Plus     | Ano            | Ano                        |
| iPhone 16 Pro / Pro Max | Ano            | Ano                        |
| iPhone 16e              | Ano            | Ano                        |

## Aktualizace
Systém iOS 18 byl veřejně vydán 16. září 2024 pro všechna podporovaná zařízení. Apple od té doby pravidelně vydává aktualizace, které přinášejí opravy chyb, bezpečnostní záplaty i nové funkce.
Mezi významné aktualizace patří iOS 18.1, který poprvé zpřístupnil funkce platformy Apple Intelligence na vybraných modelech iPhonů. Verze 18.2 rozšířila možnosti sdílení polohy v aplikaci Najít a umožnila vývojářům využít nové rozhraní pro identifikaci volajících. Aktualizace 18.4 přinesla podporu RCS pro širší okruh mobilních operátorů a verze 18.5 mimo jiné nabídla novou tapetu Pride 2025.
| Verze           | Build    | Datum vydání       | Poznámky                                                    |
| --------------- | -------- | ------------------ | ----------------------------------------------------------- |
| iOS 18.0        | 22A3351  | 20. září 2024      | První veřejné vydání pro iPhone 16 a iPhone 16 Pro          |
| iOS 18.0        | 22A3354  | 16. září 2024      | Oficiální vydání pro podporovaná zařízení                   |
| iOS 18.0.1      | 22A3370  | 3. října 2024      | Údržbová aktualizace                                        |
| iOS 18.1        | 22B83    | 28. října 2024     | Přidána podpora Apple Intelligence, nové funkce             |
| iOS 18.1.1      | 22B91    | 19. listopadu 2024 | Bezpečnostní opravy                                         |
| iOS 18.2        | 22C152   | 11. prosince 2024  | Nové funkce, sdílení polohy AirTag, identifikace volajícího |
| iOS 18.2.1      | 22C161   | 6. ledna 2025      | Údržbová aktualizace                                        |
| iOS 18.3        | 22D63    | 27. ledna 2025     | Další rozšíření funkcí                                      |
| iOS 18.3        | 22D64    | 3. února 2025      | Pouze pro iPhone 11, 11 Pro a 11 Pro Max                    |
| iOS 18.3        | 22D8063  | 28. února 2025     | První verze pro iPhone 16e                                  |
| iOS 18.3.1      | 22D72    | 10. února 2025     | Údržbová aktualizace                                        |
| iOS 18.3.1      | 22D8075  | 19. února 2025     | Day-one update pro iPhone 16e                               |
| iOS 18.3.2      | 22D82    | 11. března 2025    | Bezpečnostní aktualizace                                    |
| iOS 18.3.2      | 22D8082  | 11. března 2025    | Pouze pro iPhone 16e                                        |
| iOS 18.4        | 22E240   | 31. března 2025    | RCS podpora pro více operátorů                              |
| iOS 18.4.1      | 22E252   | 16. dubna 2025     | Údržbová aktualizace                                        |
| iOS 18.5        | 22F76    | 12. května 2025    | Nová tapeta Pride 2025                                      |
| iOS 18.6 beta 1 | 22G5054d | 16. června 2025    | První beta verze                                            |